# ハルキウ州庁舎への爆撃
ハルキウ州庁舎への爆撃（ハルキウしゅうちょうしゃへのばくげき、英: Kharkiv government building airstrike）は、2022年3月1日にウクライナのハルキウにあるハルキウ州庁舎をロシア軍が爆撃した事件を指す。

## 爆撃
ハルキウ州庁舎への爆撃は、北東から進軍するロシア軍とのハルキウの戦いにおいて発生した。
ロシア軍は、ロケット弾2発で州庁舎を攻撃し、29人が死亡し、州庁舎が破壊され、Freedom Squareの他の建物も深刻な被害を受けた。2022年6月には、州庁舎は修復の対象ではないと認識されていた。

## 詳細
巡航ミサイル3M-54 カリブル2発による攻撃だとする記録が残っており、推定で35人が負傷し、29人が死亡したとされる。ウクライナ政府は、午前8時00分（現地時間）に攻撃されたと発表した。